# 洪水調節

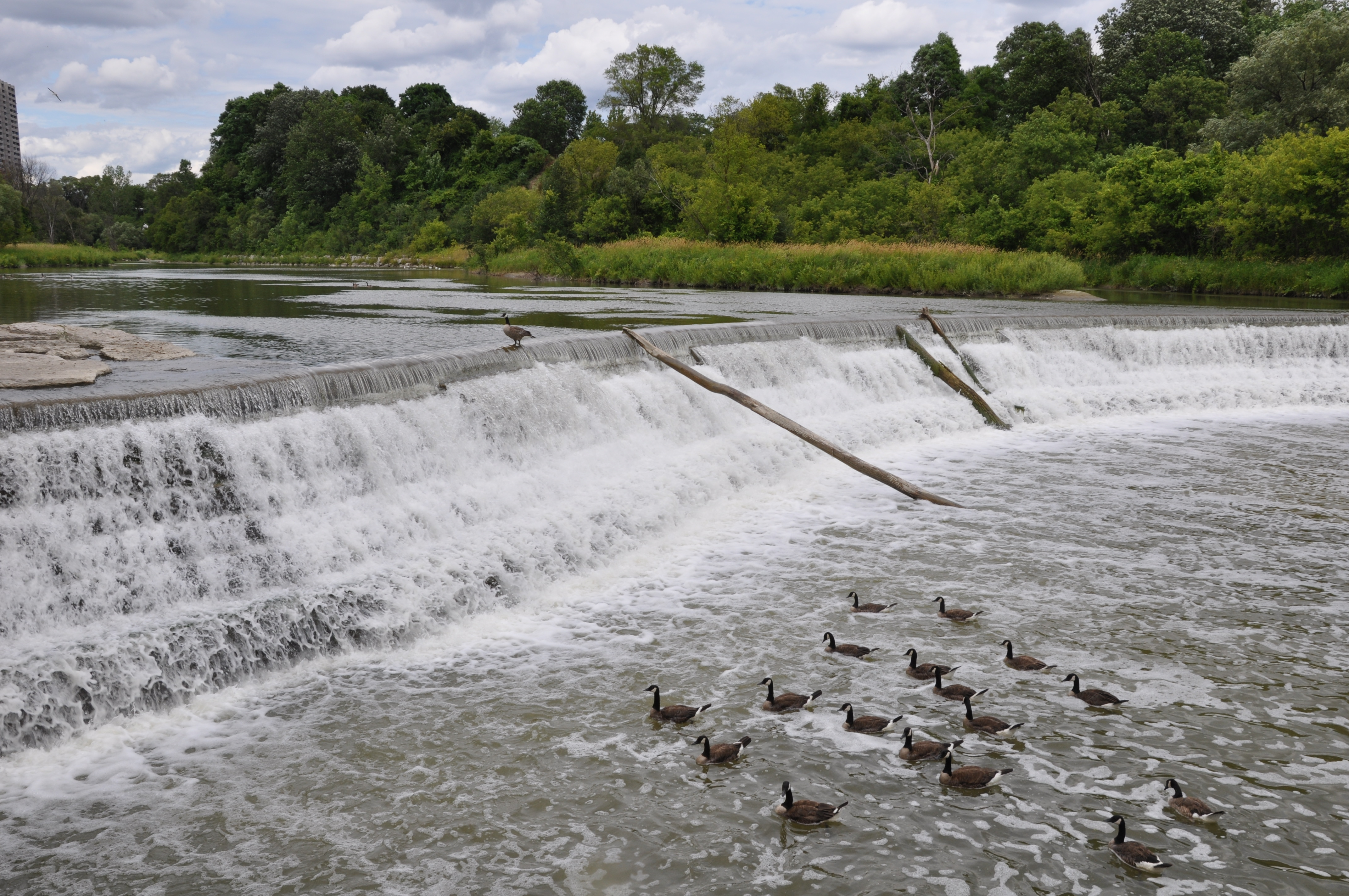
洪水調節のためハンバー川（オンタリオ州）に設けられた堰

洪水調節（こうずいちょうせつ、英語: flood control）とは、ダムや堰において洪水（ダム管理用語としては一定量（洪水調節水量）以上の流入を指す。）の下流への放流量を調節（抑制）する放流操作で、下流域の洪水被害を防ぐ手法である。
治水ダムや多目的ダムにおける重要な操作の一つとされている。なお、放流量の抑制は洪水時に限らず、洪水期から通常期に移行するときに利水容量を増やすために流量調節（りゅうりょうちょうせつ）を行うことがある。
昨今の温暖化によるゲリラ豪雨や、電気代、燃料代の高騰、CO2削減などの問題で、各利水量の見直しや気象予想の高度化により洪水に対する洪水調節水量の増加などの改善が進んでいる。また、直近までダム運用が建設当時のままだったのは、河川渇水などの地域における環境問題が落ち着き、各利水者（漁業、農業、工業、行政、電力など）が利水量の減少を恐れ、利水、治水の調整を避けていたが日本各地の洪水被害に危機感をおぼえ、時代遅れのダム運用に対し見直しの必要が共有されたことが大きい。
洪水調節の時間経過をグラフ化したハイドログラフで洪水調節の運用方法を把握することが出来る。

## 基本的な考え方
通常の治水ダムにおいては、ダム地点における河川の流入量と同量、あるいは灌漑や河川環境の維持を目的として流入量以上の放流を渇水期（降雪時期～梅雨前まで）に行っている。しかし、豪雨などにより河川の流入量が増加した場合においては、通常運用の流入量と同量の放流を行うと下流域において河川流量の増加と河川水位が上昇し洪水の危険性が増す。
そこで、ダム地点において流入量が洪水調節水量を上回った時点で、ダムからの放流量を洪水調節水量以下に制限し、流入量と放流量の差分をダム湖内に貯留させれば下流域の河川流量は、洪水調節水量とダム地点から下流域の降水入流量、他の合流する支流水量以下となり、河川水位の上昇を防ぐことができる。また、洪水を伴う降雨が終わり、ダム地点への入流量が減少しても、ダムの洪水調節容量水位（または利水容量水位）になるまで、入流量に対し洪水調節水量が多い状態を継続させ次の洪水に備える。この考え方に基づく手法が洪水調節である。
洪水調節と降水量、入流量、放流量などの時系列をハイドログラフで確認すると、（洪水水量及び最大入流量）ー（洪水調節水量）分をダムに貯留させ、河川水位の上昇発生時刻を遅らせて水害被災者の避難時間を稼ぐ効果がある。また、ダムが満水になり洪水調節が行えくなったときは、俗称：緊急放流（下部参照）として、入流量をそのまま放流する自然河川状態の操作に移行する。そのため以後の河川水量の調整は降水量まかせになる。

## 放流（利水）ゲート（水門）
放流（利水）ゲートは下記の種類があり、大まかに設置高さ順にしている。各ダムで用水用の順番が上下したり、設けられてない場合もある。治水ダム（洪水対策と渇水対策）と多目的ダム（多種の利水確保）で多様な運用が行われている。また、ゲートは定期点検や修理が行えるように複数のゲートを設け個別に止水板をゲート上流に設置し、洪水調節が出来ない状況を回避するため計画放流水量より各ゲートの放流量の合計が大きい場合もあり、過剰設備では無く予備設備である。

### 構造的分類
- 非常用洪水吐
  - クレストゲート：ダムの堤頂部のゲートで異常洪水時に、洪水がダム天端からの越流を防ぐ非常用ゲートで緊急放流時に用いられ、ダムの貯留機能が喪失した時に、ダムへの入流量をそのまま放流する放流水量が確保されている。放流水量は200年から数百年に一度の洪水に対応出来るように設計されている。
- 常用洪水吐
  - オリフィスゲート：ダムの中段のゲートでクレストゲートの下にあり、ダム上部にあるためダム堤体の強度的に大きな放流水量に対応出来る設計が可能で、洪水期貯留水位より上位になるため、一定の水位になるまで、放流操作に寄与できない。コンジェットゲートの放流水量を超える流入量を放流す時に用いられる。
  - コンジェットゲート：ダム堤体の中を貫通したゲートで、ダムの下段にあるがダム堤体に穴を開ける形になるためコンジェットゲート無しダムに比べダム堤体の強度が落ちるため、大きな放流水量を設けることができないが、ダムの下段にあるため、洪水期貯留水位より下にあり、通常期の通常の雨や大雨による一時的な洪水入流水に対応した洪水調節ができる。

### 用途的分類
- 洪水用：治水を目的としたゲートで、用水用ゲートの上部に設けてあり、洪水流入量を上記のゲートを組み合わせて調整する。
  - 非常用洪水吐：緊急放流用でダム上部に設けられており、洪水がダムを越流しないようにしている。また、入流量から下記の利水分を除いた全量が放流される。
  - 常用洪水吐：洪水調節で用いられ、最大放流量は洪水吐きの断面積に依存し、複数のゲートで制御される。
- 用水用：用水用のゲートは使用水量に応じて常時制御され、それぞれが、独立したり共用されており、中には水圧管路などで河川から分離したり、下流の取水設備への供給を目的にダム下流に放流され、洪水時の運用は各ダムで異なる。また、洪水中は水路式の用水や電力用水は、洪水に含まれる土砂で配管や水門、水車、浄水施設の損傷や管路内土砂の堆積を防ぐために、必要最小限の取水や取水停止などの対策が行われ、洪水対策に寄与しない場合もある。
  - 農事用水、工業用水、生活用水：地域直結の利水のため理解が得られやすく、用水容量が大きい場合が多い。
  - 電力用水：発電した電気を地産地消出来ずに都会に売電されるため地域貢献が少ない場合や、都市部への売電のために過剰な取水による河川渇水問題が多々発生したことにより、河川渇水問題を起こさないための「ダム反対運動」の要因のため、ダム規模に対して小規模への計画変更などで対応したりする。設備容量は余水の活用として河川維持用水の一部を活用した場合が多い。また、昨今の電気代、燃料代高騰や環境問題の対策で水力発電所の増設と、電力自由化により自治体が発電事業者となって地域還元（自治体の財源）として受け入れられつつある。※発電専用ダムは水利権がない、もしくは少ない場所に建設しているため該当しない場合もある。
  - 河川維持用水：常時開放され河川の渇水防止や漁場確保と、沿岸部の地下水が海水の水圧に押し負けによる塩害が発生しないように定量放流されている。※一部を電力用水として活用し放流する場合もある。
- 保守用：通常時と洪水時にそれぞれのダム保守で運用されている。
  - 濁水バイパス：ダム上流に設け、洪水時に濁水となったダムの貯水が沈下する間の河川維持用水などの各種用水の取水バイパス。
  - 土砂バイパス：ダム上流に設け、洪水時にダムに流入する洪水土砂をダム下流に流す取水バイパス。ダムの底部の堆積物をへらし、ダムが長期間運用できるようにする。
  - 排砂ゲート：洪水時に流入する土砂や堆砂した土砂を、洪水の濁流に便乗して排砂する。通常期に排砂しても水流や水量が足りずに下流の中域で残ったヘドロが悪臭問題が発生したため、沿岸部まで土砂が押し流されるように洪水時に運用されたりする。

## 洪水調節の方法
洪水調節は、その手法によっていくつかの方式に分類される。
自然調節方式流水型ダムと呼ばれ、洪水吐を穴あきもしくはクレスト切欠として、人工的な操作を行わない方式。流水ダムは、降雨が地面に吸収され放流するまでの時間を人工的な構造物で引き伸す形で運用され、中小流域の調節方式として、最近建設されているダムはほとんどこの方式を採用している。
全量貯留方式流入量の全量をダムに貯留させる方式で貯水容量が巨大でないと運用ができないため、少数しか運用されていない。
不定率調節方式下流河川の洪水が最大となると時に合わせて放流量を制限しダムに貯留する。入流量に依存しないため「不定率」と冠している。流入量に比して洪水調節容量の大きいダムで用いられることが多い。
一定率方式流入量に対し決められた比率で放流量を調節する方式。
一定開度方式流入量が洪水調節開始流量に達した後は、ゲート開度を一定に保ち自然調節を行う方式。洪水調節開始流量以降は基本的にゲート操作の必要がないので一般に中小流域のダムで用いられる。
一定量放流方式流入量のうち一定の量を放流することで調節するもっとも単純な方式である。主に洪水のピークをカットし一定量を放流する。下流河川の改修が進んでいる場合に効果的であるが、洪水時は常にゲートを操作する必要がある。
一定率一定量調節方式洪水のピークまでは、流入量の内一定割合を放流し、洪水がピークに達した後は一定量を放流する方式。自然調節方式と一定量放流方式の中間の方式であり、最も一般的で中小洪水にもダムカット効果があり、下流河川の改修が進んでいない場合に有効である。洪水時は常にゲートを操作する必要がある。

## 運用の流れ
1. 通常の降水時はダムの水位上昇量から河川流入量を計算し、流入量と同量となる（ダムの水位変動がない）ように放流量を制御する（貯水位維持のための放流）。
2. 雨量とダム水位変動および放流量を記したハイドログラフなどにより、ダムに一定量以上の流入が見込まれる緊急放流を行う状態になったとき、関係機関（自治体や水防組織など）および住民に洪水調節を行う旨を通知する。
3. ゲート操作などにより放流量を一定量以内に調節し、洪水調節容量内に水を貯留する（洪水調節の開始）。
4. 雨が止むなどして流入量が減り、流入量が放流量を下回った時点で洪水調節の終了となるが、その後もダム水位が低下し、洪水調節容量内に貯留した水の量が0になる（通常時水位までダム水位が低下する）まではそのままの放流量を保つ（洪水調節後におけるダムの洪水調節容量の回復のための放流）。
5. 洪水調節容量内に貯留した洪水貯留水量が0になったら、放流量を流入量と同量まで減らす（一連の操作の終了）。

## 俗称：緊急放流について
テレビやラジオなどでダムの緊急放流を行うと報道されるが、ダム関係の用語には「緊急放流」はなく、下記の”ただし書き操作”（異常洪水時防災操作・特別防災操作）が正式名称である。
緊急放流の誤解で、”ダムの洪水調節容量が不足したので洪水中にダムの貯水を放流する”や”ダムが決壊する恐れがあるから、ダムの貯水を放流する”との情報が流れるが、正しくは、”ダムの洪水調節機能を使い切ったので、今後はダムの調節機能無しで『ダム上流の洪水をそのままダム下流に放流する』”ことである。
関係機関および住民に洪水調節の開始を告知するのは、洪水に対する当面の不安感を取り除くと共に、河川や遊水池などの水没地域からの退避を周知するなど水防の要素も含まれている。なお、洪水調節容量すべてに貯留する状態（大規模な洪水調節専用ダムでは滅多にないが、その他の小規模や多目的ダムなどでは多くある）となり洪水調節が不可能になると、ダム管理者（都道府県営ダムであれば都道府県知事など）の承認を得た上で流入量と同量の放流を行う場合がある。これは各ダムの操作規則の中の記述からただし書き操作と呼ばれる。ただし書き操作により流入量と放流量が一致すれば、差し引きダムに貯留される洪水はゼロとなるため、ダム水位の上昇は止まり、ダムからの越水という最悪の事態（オーバートッピング）は避けられる。また、流入量が一定量未満の場合にも洪水調節と同様のダム放流操作を行うことがあり、これは操作規則で「洪水に達しない流水の調節」と呼んで洪水調節と区別している。
このように、洪水調節は下流河川の水位上昇を遅らせ被災者の避難時間を確保したり、最大流量を抑制したりして洪水被害を軽減させる。流入量が多い場合でも、そのまま流すためダムが無い状態より洪水被害を悪化させることはない。また調節容量には限りがあり自然の暴威の前にはそれを多少緩和する程度にしかならない上に、ダムの調節容量を過大に取れば水道・農業・工業・河川環境などの利水面で大きな影響が出かねない。しかし、これらのことをあまり理解していない、あるいはダムに過大な期待をする流域住民などから「ダムの影響で洪水被害が拡大した」などと誤解されたり訴えられたりすることもある。調節放流をせずに水を溜め込み続ければダムは限界を超えて決壊し、莫大な量の水が一気に下流に押し寄せる鉄砲水が発生し、大きな被害を出すことに繋がるためダムは洪水を全て止めることができるものではなく、あくまで被害の緩和、軽減しか出来ないことを理解しておく必要がある。

## 予備放流と事前放流
予備放流は、ダムの建設時のダム計画に基づき、通常期水位から洪水期水位に減らす分の洪水調節容量で、通常期の利水容量が含まれている。
事前放流は、ダムの建設時のダム計画には含まれておらず、昨今の集中豪雨（ゲリラ豪雨）や台風などでダムの容量不足や存在意義等が問われ、利水関係者との調整の結果、新たに設けられた洪水調節容量である。事前に洪水が予測出来る時に事前に放流を行い、洪水調節容量の増大を図る。洪水に対する事前放流の実施判断は3日（72時間）前から行う。また、予想累積降雨量は気象庁の全球モデル（GSM）の84時間先の予測と気象庁のメソモデル（MSM）の39時間を元に各ダムの特性に合わせて、放流量、時間帯などを決定する。